# Basílica de Ocotlán
El santuario y basílica de Ocotlán es un conjunto arquitectónico religioso de México que se encuentra dedicado a Nuestra Señora de Ocotlán en la localidad de Ocotlán, en el municipio de Tlaxcala, emplazado sobre una colina a tan sólo un kilómetro de la Ciudad de Tlaxcala, capital del homónimo estado de Tlaxcala.

## Origen del nombre de Ocotlán

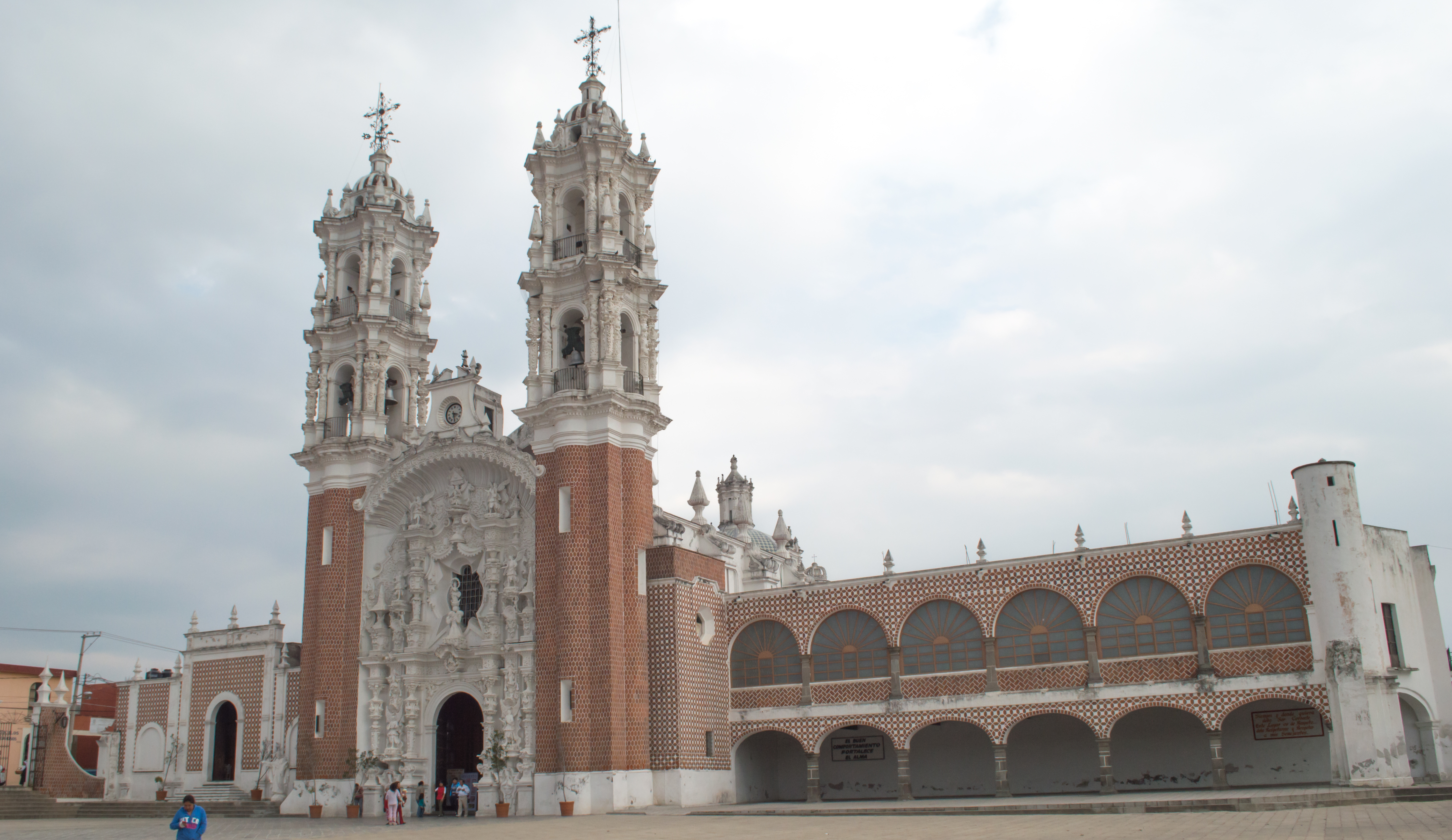
Panorámica de la Basílica de Ocotlán.

Debido a que el pueblo de Ocotlán era un lugar abundante de ocotes frondosos, pues su nombre se compone de dos palabras en náhuatl: ocotletr, 'Ocote' y Tlatlala, 'arder', de las que resulta Ocotlán y que significa “El Ocote que Arde”. El tema ha llamado poderosamente la atención de los pintores ocotlanenceres como son: Juan de Villalobos, Manuel Caro, Dávila Tagle, y el muralista Desiderio Hernández Xochitiotzin quienes lo han representado como una Teofanía de la Virgen María al pueblo tlaxcalteca.

## Testimonios sobre la aparición

### Encuentro en el bosque con la Virgen María (Historia popular)
Los habitantes del pueblo de Ocotlán cuentan de acuerdo a la tradición que en la primavera del año de 1541 un joven indígena al cual nombraron Juan Diego iba subiendo por la ladera occidental del cerro de San Lorenzo y penetró en el bosque de ocotes que en aquel tiempo existía junto a una barranca. Ahí salió a su encuentro una mujer quién le saludó y preguntó ¿A dónde vas? Se dice que el joven indígena le respondió que iba por agua para sus enfermos de la peste que en ese tiempo invadió a los indígenas tlaxcaltecas dañándolos de muerte. De acuerdo a la misma tradición aquella misteriosa mujer era la Virgen María; misma que lo llevó al encuentro con aguas curativas en una quebrada de la vertiente del cerro junto a una barranca. Así el joven indígena llevó del agua para sus enfermos próximos a la muerte quienes se curaron inmediatamente e informó su encuentro con Zoapilzin (señora mujer) así como sus palabras de avisar a religiosos del lugar y tiempo que en el lugar del encuentro hallarían una imagen de ella la cual debían colocar en la capilla de San Lorenzo.
Se dice que los franciscanos fueron al lugar donde encontraron un corpulento ocote ardiendo sin consumirse donde después a golpe de hacha lo abrieron para descubrir la imagen de la Virgen María. Esta la llevaron a la capilla y la situaron en el lugar del titular, se dice que el sacristán la bajó tres veces y que «los ángeles la regresaron tres veces al lugar».

### Características de la imagen de la Virgen María
La imagen es una magnífica talla vestida, en madera policromada y estofada. La altura es proporciona a las mujeres de la región; 148 cm. Se encuentra de pie en un pedestal de plata repujada con una ligera inclinación hacia adelante. Cubierta con manto terciado y vestido con delicados adornos que simula que le cae en pliegues rectos. Las manos colocadas en el pecho en forma de hacer oración. Creada con test clara. La cabeza delicada a manera griega, con un rizo caído por la espalda y toda la imagen se ve envuelta en un fulgor dorado.
Es notable en ella el acento gótico, del que llegó a México en el siglo XVI. Los peritos en estatuarias de 1755 declararon que es de madera de ocote maciza, toda de una pieza.

### La relación de Hojacastro
El antropólogo Hugo G. Nutini, asegura que descubrió en 1963 un documento del siglo XVI titulado Relación de la aparición de la Virgen de Ocotlán, por Fray Martín Sarmiento de Hojacastro, según Obispo de Tlaxcala. Está firmada por Hojacastro en la ciudad de Tlaxcallan «en el mes de abril de mil quinientos cuarenta y siete años». Dice: «Tomado y recibido el juramento del Guardian, prometió decir la verdad del indio Juan Diego y siendo cuestionado dijo haber hablado con la Santa María Virgen doce días antes del mes de mayo pasado, dentro de un pino ardiendo, vestida con huipil blanco y un titixtle azul, que le encargo le construyera el templo en su honor».

### La historia cronológica de Buenaventura Zapata
Buenaventura Zapata, escritor Tlaxcalteca que en el siglo XVII fue gobernador de Tlaxcala durante los años 1651-1674 y escribió en náhuatl, “La historia cronológica de la ciudad de Tlaxcala” en donde afirma en el prólogo, que existe un escrito sobre la aparición de la virgen en manos de un cacique y pone la duda de que no sea auténtico mismo que se refiere a una remota y oscura tradición y la sustancia de ella es que la primitiva, cuando estaba el cerro todavía lleno de pinos, de donde se denominó, pasaba por él continuamente un natural de sus contornos y veía arder un pino y que se repetía tantas veces esta visión que le motivó dar cuenta a sus padres espirituales, que lo eran entonces de la seráfica familia. Que con celo ardiente fueron al lugar y mandaron cortar el pino, hallaron dentro dibujada y formada vuestra imagen. La que perfeccionaron y colocaron en la remita más cercana que era dedicada a San Lorenzo Mártir donde la veneraron.
Francisco de la Maza afirma que según los Anales inéditos de Tlaxcala, la aparición de la Virgen sucedió en 1641.

#### Juan Diego
Fue originario del pueblo de Santa Isabel Xiloxoxtla (Flor de jilote). El padre Florencia se refiere a él como indio bueno que servía a los religiosos y visitaba a los enfermos heridos de peste.
Fray Martín de Hojacastro es más explícito y dice que Juan Diego de edad joven, era de topile del monasterio donde brindaba su servicios como de mantener arreglado y lleno de flores el altar de la virgen. Afirma que era de condición humilde y muy devoto de la virgen y se destacaba entre los demás indígenas. Actualmente se dice que está sepultado en la Iglesia de Santa Isabel Xiloxoxtla.

## Tradición y jerarquía
- Don Diego Osorio de Escobar nombró en 1670 al primer capellán del Santuario y autorizó la construcción de un nuevo templo.
- Clemente XII autorizó en 1735 la Cofradía y otorga el altar de Animas.
- En 1743 Don Juan de Palafox y Mendoza aprobó la jura de la Virgen de Ocotlán como patrona de Tepeaca, Puebla.
- Don Luciano Becerra Consagra en 1754 el nuevo templo.
- Don Benito Crespo erigió en 1773 la Cofradía de la Virgen.

### Capellanes constructores
Durante 100 años, Ocotlán permaneció bajo custodia de los franciscanos.
En 1670 fue nombrado el primer capellán don Juan Escobar quien hace el llamado a todos los pueblos para el acarreo del material y con mano de obra. El primer retablo que se realizó fue aquel que se localiza en la sala siniestra. La fábrica desnuda del templo es de finales del siglo XVIII. El cronista Buenaventura Zapata, asegura que el «lunes trece de enero de 1687, se colocaron los primeros cimientos del templo por el presbítero Juan Escobar y se puso dinero en metálico a los cimientos».
El segundo capellán (1691-1716) fomentó las festividades de la bajada y subida de la Virgen por las principales calles de Tlaxcala. Y levantó el segundo retablo del crucero con dedicación a la virgen de Guadalupe. El tercero y más prominente capellán fue el bachiller Manuel Loayzaga quién toma posesión en el año 1716; escribe la historia sobre Ocotlán, dada a la estampa en 1747 y reeditada en 1750. Este, con el apoyo generoso del artista indígena Francisco Miguel, elaboró el retablo central, nicho de plata, el camarín y el púlpito. En Antonio Fernández fue platero artífice quien nunca quiso cobrar su trabajo. Construye también la sacristía de bóveda de artista.
El cuarto capellán fue Manuel Ponce de León (1758-1767) y el quinto José Melendez (1767-1784) quienes construyen la grandiosa fachada con sus esbeltas torres y las que colocaron la campana mayor.
Luis Munive construye el atrio y los arcos de la calzada del pocito.

### Conceptos sobre el arte churrigueresco de Ocotlán
Siguiendo a Manuel Toussaint, el arte churrigueresco llegó a México hacia 1718 con el arquitecto Jerónimo Balbas y designa el estilo dieciochesco, plenamente ornamental y frenético. Pierde la lógica del arte clásico y lo recarga todo a base de motivos vegetales en una remembranza del viejo arte indígena; además de labrar la piedra como si fuera madera y viceversa. Lo más característico del churrigueresco es que cambia la columna salomónica la cilíndrica por el estípite (que es un soporte rectangular en forma de pirámide invertida).

## Santuario y basílica de Ocotlán
El conjunto arquitectónico se encuentra emplazado sobre una colina en las inmediaciones de la Ciudad de Tlaxcala. La fachada con sus torres son de las más delicadas que se pueden apreciar, el conjunto llama mucho la atención desde lejos; en torno a él se abre el valle de Tlaxcala con sus impresionantes montañas como son la Malintzi y hacia el poniente, el Popocatépetl y el Iztlaccihuatl. El conjunto se complementa con dos edificaciones: la Capilla de Guadalupe, que hoy se ocupa como baptisterio y en la que se pueden apreciar cuatro vitrales alemanes y al extremo opuesto el portal de peregrinos.

### El atrio
Enmarcando la fachada de Ocotlán conforma una amplia explanada de 50 por 70 metros, circunscripta por un muro cubierto por ladrillos rojos hexagonales con ensambles blancos. Consta de 26 arcos invertidos entre pilastras enfloradas y con una crestería de 48 agujas que corona gallardamente y se comunica por seis entradas cada una con su respectiva reja, faroles artísticos y ángeles de medio cuerpo.
En la entrada principal se encuentra el grupo escultórico de la Virgen y a sus lados Juan Diego y una madre ofreciendo a su hijo. Se pueden observar dos fechas 1541 año de la supuesta aparición de la Virgen y 1957 el cincuentenario. También se aprecian escudos de Pio XII y de Ovtavio Márquez, arzobispo de Puebla, pues Tlaxcala dependió de su episcopal hasta 1959. Al frente cuelgan dos faroles de fierro forjado que trajeron del Poniente de Alvarado, en México que fueron obsequiados a Don Luis Munive.

### La fachada

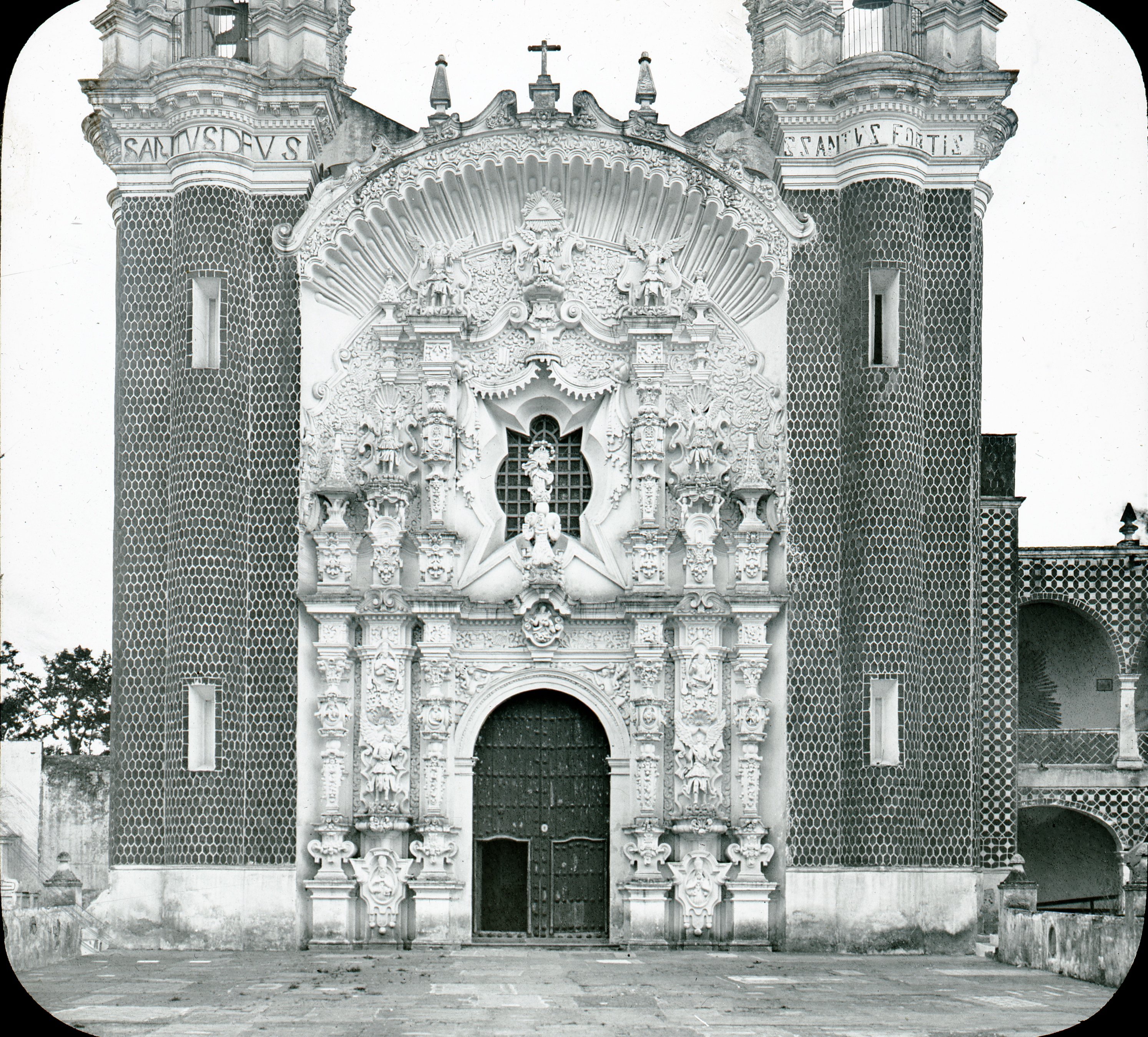
Detalle de la fachada

Esta semeja a un retablo cubierto por una concha. Como todas las fachadas de arte sacro, cumple una función didáctica, para que el pueblo, a través de símbolos y figuras, entienda los misterios de la fe que profesa. Construida con ladrillo recortado y recubierto por argamasa (cal y arena), y para darle un colorido blanco, le aplicaron lechada de cal; realizada con la finura y color del alfeñique (dulce de Almendra) por verdaderos maestro en el arte de la yesería propio de la región, que muestra en conjunto mucha simetría y equilibrio. Debió construirse entre 1760 y 1790.
Se considera como la cumbre del barroco churrigueresco, admirada y elogiada lo que ha llevado a su reproducción en varios libros de arte.
«La fachada de Ocotlán, es la más ligera, esbelta, aérea, que ningún artista barroco pudo imaginar jamás hasta que llegó este genio que la plasmó».
El punto de convergencia de esta fachada es la ventana-coral en forma de estrella en la que destaca la figura aérea de la Virgen.

### Las torres
Las torres gemelas tiene una altura de 33 m y encuadran la gran fachada. Ambas torres culminan en lo alto con una cupulita con linternilla, en donde se anclan respectivamente dos magníficas cruces de hierro forjado. Sus bases de planta mixtilínea, tapizadas de ladrillos hexagonales con empalmes de cal, su ornamentación se produce en ambos campanarios ambientando con un fuerte y cálido colorido. El total de columnas en ambas torres es de cuarenta, más 24 florones o remates, su construcción data del último tercio del siglo XVIII. El tema de las torres es el de Eucaristía y por esta razón las columnas cilíndricas se adornan con parras y uvas.
A los lados de las torres se encuentran la capilla de Guadalupe, que hoy se ocupa como baptisterio, en la que se pueden apreciar cuatro vitrales alemanes y el Portal de Peregrinos, con un mirador en forma de torreón que se encuentra al extremo opuesto de la capilla de Guadalupe.

### La nave del templo

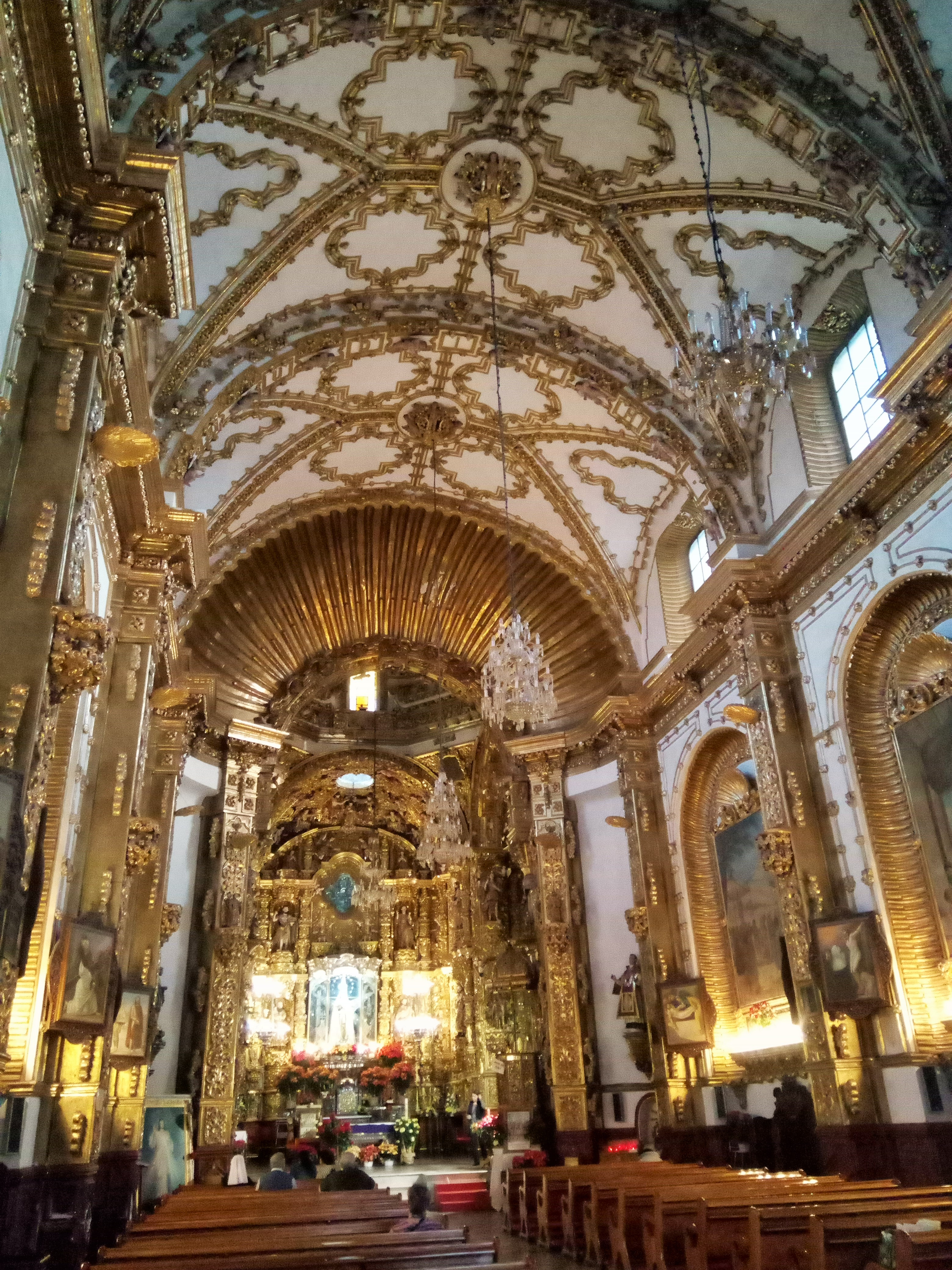
Vista del interior

La entrada principal es a través de un cancel de cedro neobarroco, que donó Manuel Oscoy y un grupo de tlaxcaltecas en 1946. La bóveda es de lunetos, seccionada por arcos fajones que se apoyan en pilastras, sobre las cales corre una cornisa. Los arcos ostentan los nombres de Sara, Rebeca, Esther y Judith, mujeres fuertes del antiguo Testamento y Prototipo de María.
Los candiles de prismas fueron donados en 1952 por Carlos Paz Calderón. Las bancas son de cedro correspondientes al año de 1943 y el piso de la noble piedra de Santo Tomás. La nave mide 36 por 11 metros. Anteriormente, el templo poseyó altares neoclásicos costeados por la marquesa de Zabalza.
Para el cuarto centenario se realizó la decoración actual con diseños de yesería dorada que da esplendor al lugar. En el lugar del Altar se realizaron seis nichos que enmarcan otros lienzos con temas alusivos a la Aparición: Al norte, son obras de Ignacio Dávila Tagle y del lado sur, del pintor Juan R. Fuentes ambos de origen poblano. El Viacrucis lo realizó Luis Toral de Zacapoaxtla Pue. El Púlpito con su tornavoz fue decorado con flores entre espejuelos.

### Retablo de la Pasión
Se ubica en el brazo norte del crucero, es de estilo churrigueresco y maderas doradas que se prolongan hasta los arcos y cronistas. Conmemora la Pasión y Muerte de Cristo, altar común en las antiguas iglesias. Se compone de dos cuerpos con cuatro columnas estípite en cada uno, más un remate con dos columnas que enmarcan la ventana. En la calle centra sobresale un nicho con un crucifijo y al centro vemos a la Virgen de la Piedad con Cristo muerto en sus brazos y la cruz vacía.
Loayzaga dice que «El padre Escobar (1670-1641) realizó el primer retablo, de forma antigua pero ya no es el que hoy vemos pues sus estípides y cornisas gruesas corresponden a la década de 1770 a 1780 en el apogeo del estilo churrigueresco».

### El retablo Mayor
Éste se extiende bajo la cúpula y los arcos torales con la idea de que cuando se ilumina se asemenje al ocote en llamas. De cerca se aprecia como un bosque de columnas y un jardín de plantas y flores. Al fondo, en la parte central, se localiza la Reliquia de la Virgen de Ocotlán en un nicho de cristal.
El magnífico retablo, se encuentra en el ábside y cubre los muros en su totalidad, formando una barroca gruta dorada de gran unidad de estilo. Se compone de dos cuerpos, un remate y una pequeña bóveda que lo corona. En su hechura se utilizó madera de cedro y oro de 23 quilates. Consta de 28 columnas estipte con capitel corintio. Dos cornisas de muchos quiebres lo atraviesan. Los nichos tienen en común una rica peana y un doselete en forma de concha.

#### El Adorno
Es formado por un jardín de hojas, flores y frutas. Se observan innumerables conchas, cadenas de florecillas, guirnaldas de granadas, festones ondulantes, cestas con arreglos vegetales. En el arco Toral cinco espejos llevan grabadas las letras del nombre de María.

#### La Iconografía
El retablo reproduce la página bíblica, llena de colorido y contenido. Con 17 estatuas de cuerpo entero, 18 ángeles, 33 pequeñas estatuillas. Caritas de querubines ángeles niños flotando, ángeles jóvenes de policromadas vestiduras en adoración cada una con talla de gran calidad artística, en madera policromada y estofada.

### El Camarín de Ocotlán
En la parte posterior del altar principal se encuentra el Camarín, éste es el lugar donde preparan la Imagen de la Virgen para las fiestas religiosas; el 1 de enero y el tercer lunes de cada mes de mayo por nombrar las más importantes.
El camarín es un octágono perfecto lleno de colorido, ideado por Loayzaga y realizado por el artífice Francisco Miguel Tlayoltehuanitzin: binomio perfecto que realizó de una mezcla de arena y cal.
El inicio de su decoración data hacia 1715 para concluirlo en 1740, fecha en que se firmaron los lienzos de Villalobos; decoración intacta hasta nuestros días con sus oros primitivos.
Es obra singular de arquitectura y popular.

### Las ocho columnas
Son salomónicas y suben como llamas y tienen pedestal bulboso con tres querubines entre granadas, acantos y flores. El capitel es corintio con dorado sobre fondo blanco, ahí se percibe el tronco sin saber como se enredan tantos ramos sin confundirse, tantas flores. Y los intercolumnios sirven de marco a las obras de los pintores Juan de Villalobos y Luis Berruecos que realizaron en 1723 y 1725.
Los ocho ángeles se observan sobre la cornisa y llevan en sus manos las insignias que expresan la concepción de la Virgen. Los ocho espejos brillan a los pies de los ángeles. Las ocho letras del Ave María se repiten interminablemente recorriendo la cornisa.
Los siete lienzos con lujosos marcos de hojas, un moño en la clave y unas volutas gigantes en la base y están firmados por el pintor Juan de Villalobos en 1723, su medidas son de 3,20 m por 2,35 m.
Se localizan ocho changos en las patas de la mesa de madera de ahuehuete que se ubica al centro, así como los muebles ricamente tallados de la sacristía.
Las ocho claraboyas luboladas se abren en la cúpula.
Los doce Apostóles y María representando el día de Pentecostés se localizan en la cúspide yen un círculo de nubes y de fuego.

### Antesacristía
En la antesacristía se observan cinco lienzos del artista Miguel Caro pintados en el año de 1781 que relatan la historia de la aparición de la virgen. Y encontramos también un San José del pintor Joaquín Magón.
Sin lugar a dudas, Ocotlán es uno de los mayores centros religiosos de México y ha sido muy visitado por millones de peregrinos desde el siglo XVI. Cada año cientos de personas llegan en autobuses de todas partes del país para venerar a la Virgen de Ocotlán. También es muy usual ver a turistas extranjeros que vienen de Estados Unidos principalmente, Japón y Francia, estos últimos la visitan por su similitud con otra iglesia francesa.
La fiesta de la virgen se celebra el primer y tercer lunes de mayo, cuando la virgen es sacada en procesión por la capital de Tlaxcala.
Y la de Ocotlán el 1 de enero de cada año.

### El pocito de aguas santa y curativa
También es muy conocido “el pocito”. Se encuentra a unos 400 metros del Santuario de Ocotlán, así que es fácil llegar caminando. En ese lugar la gente puede ir a tomar agua, que según los creyentes, posee un poder curativo.
Ahí la primera obra que se realizó fue un muro de contención a finales del siglo XVII mismo que después se derrumbó así como una capilla de planta cuadrada que se construyó entre 1892 y 1896. Actualmente existe una capilla cuya edificación data de los primeros años de este siglo y que aún conserva su antigua arco situado a la entrada.
En ella se encuentran un lienzo de Isauro G. Cervantes de 1913 y Murales desarrollados por Desiderio Hernández Xochitiotzin y Pedro Avelino conde narran episodios bíblicos relacionados con el agua del Lugar.
A los alrededores se pueden conseguir los tradicionales patos rojos donde se acostumbra a llevar agua del pocito.

## Fiesta de la Virgen de Ocotlán
Como tradición, año tras año se lleva a cabo el tercer lunes de mayo la gran celebración de la Virgen de Ocotlán, con la procesión de “La Bajada” de la Virgen a la ciudad de Tlaxcala. Las calles de la capital tlaxcalteca se adornan con flores, papeles, festones y largos tapetes de flores y aserrín de colores.